# Heathrow (Floryda)
Heathrow – jednostka osadnicza w Stanach Zjednoczonych, w stanie Floryda, w hrabstwie Seminole.